# Астафьев, Георгий Михайлович
Георгий Михайлович Астафьев (род. 2 ноября 1953 г. в п. Мошково, Новосибирская область, СССР) — российский спортсмен, тренер, судья 1 категории, известный популяризатор боевых искусств, основатель школ стиля Кекусинкай в Новосибирске и в Сибири.

## Биография
В 1971 году поступил в медицинский институт в г. Новосибирске (теперь Новосибирский государственный медицинский университет). Выполнил норматив кандидата в мастера спорта по боксу.
В 1975 году начал заниматься в подпольной секции Самбоуд с Сергеем Рониным.
В 1977 году окончил институт по специальности врач-терапевт.
В этом же году перешёл в секцию «Самбоуд» основанную при новосибирских Высших курсах военной контрразведки КГБ при Совете министров СССР (теперь Институтом ФСБ России (г. Новосибирск)). под руководством инструктора Валентина Алексеевича Бучнева.
В 1977 и 1978 стал абсолютным чемпионом в «Самбоуд» среди офицеров и курсантов КГБ г. Новосибирска.

## Московский период 1979—1982
В 1978 году был зачислен в аспирантуру Института микробиологии и эпидемиологии им. Гамалея в Москве
Преподавать карате начал в Новосибирске в 1978 году. Продолжил в Москве в 1979—1982 гг.
Первые тренировки в Москве проходили в легендарном спортзале зале при гостинице АМН СССР на Балтийской улице в районе метро Сокол.
В 1979 году начал тренироваться Кекусинкай с выдающимся тренером и замечательным человеком Меленчуком Николаем Даниловичем.
Включен в группу по изучению боевых искусств при КГБ г. Москва.
В этом же году стал победителем в чемпионате по г. Москва среди офицеров и курсантов Высшей школы КГБ СССР им. Ф. Э. Дзержинского.
В 1979 году познакомился с Александром Ивановичем Танюшкиным, который в это время возглавлял школу Кёкусинкай в СССР.
В 1980 году, в конце марта, начале апреля, выиграл чемпионат СССР по «Самбоуд» среди офицеров КГБ, который проходил в г. Москве.
Таким образом в период 1979—1981 г.г. по линии КГБ провел 18 боев без правил с различными мастерами боевых искусств: боевое самбо, карате, дзюдо и т. д. Во всех одержал победу.
В 1981 и 1982 годах тренировал «Самбоуд» в группах захвата КГБ в Москве.

## 1982—1997
С 1982 по 1996 руководил Сибирским региональным центром Кёкусинкай, (с 1989 года Федерация Кёкусинкай СССР, с 1991 года Федерация Кёкусинкай России) возглавляемой Александром Ивановичем Танюшкиным.
В 1982 году в Новосибирске создал клуб карате Кёкусинкай. Занятия проходили в школе в Академгородке при Микробиопроме (теперь поселок Кольцово).
По признанию А.И. Танюшкина после запрета карате в 1982 году центром по развитию Кёкусинкай стали организации не в Москве, а созданные  филиалы школы Кёкусинкай в Сибири и на Дальнем Востоке.
В 1985 году провел успешную предзащиту кандидатской диссертации «Эпидемиология рассеянного склероза».
В 1989 году провел первый в Новосибирске 4-дневный турнир по всем видам карате. В рамках этого турнира были проведены кумите по Кёкусинкай.
В 1989 создал концепт первого сертификата Кёкусинкай СССР, принятый А.И. Танюшкиным. По распоряжению А.И. Танюшкина за период от 1989 по 1990 годы за свой счет напечатал 2 миллиона сертификатов.
В 1990—1992 году был выбран в Президиум ФБИ СССР (Федерации боевых искусств при Госкомспорте СССР).
В 1994 году был признан лучшим тренером России как среди любителей, так и профессионалов в рамках Федерации Кёкусинкай в России А. И. Танюшкина.
В 1996 году в результате организационных проблем Астафьев ушел из Федерации Танюшкина.

## 1997—2003
С 1997 по 2003 вел независимую школу Кёкусинкай старой школы Мас. Оямы. Открыл тренировочные залы в сибирском регионе: Новосибирске, Томске, Кемерово, Омск, Улан-Удэ, Братск, Якутск и т. д.

## 2003—2008
В 2003 году по приглашению Астафьева Йон Блюминг в первый раз приехал в Россию.
Основанием этого приглашения стало понимание Астафьевым о необходимости возврата к первоначальному Кёкусинкаю, которое декларировал Мас. Ояма при создании стиля и которое поддержал Йон Блюминг.
При встрече Блюминг продекларировал в его школе Kyokushin Budokai kan возрождение техники 1 Доджо Оямы, то есть кроме традиционной техники Кекусинкай открытые удары в лицо, борьба в партере и бросковая техника.
После развала 1й организации IBK (после ухода Дэвида Кука в 2002 году), Йон Блюминг искал партнеров для создания новой организации. По-этому, Блюминг предложил Астафьеву принять участие в создании 2й организации IBK, совместно с Джерардом Гордо, Нико Гордо и Истваном Адами. Астафьеву было предложено разработать методику обучения и правила соревнований.

Тогда же Блюминг предложил Астафьеву руководить российским отделением 2й организации Блюминга IBK (International Budo Kai Kan). 
В марте 2003 году Блюминг приехал в Новосибирск для проведения квалификационного семинара. На семинаре Астафьев получил от Блюминга 4 дан за чистоту техники и развитие стиля Kyokushin Budokai kan в России.
В июле 2003 году Блюминг вместе с Астафьевым уехали в город Белокуриха на Алтае для разработки программы по Kyokushin Budokai kan.
В апреле 2004 года Г. М. Астафьев получает от Йона Блюминга 5 дан Kyokushin Budokai kan. 25.4.2004 года Г .М. Астафьев назначается Бранч-шефом школы International Budokai-kan по России и Сибири. 
В 2005 году Г. М. Астафьев получает от Йона Блюминга 6 дан Kyokushin Budokai kan.
Во время приезда Йона Блюминга в Россию в апреле 2006 года, Г. М. Астафьев повторно назначается Бранч-шефом по России.   
В октябре 2007 году в Новосибирске при приезде Блюминга, Астафьев получил от него сразу 7 и 8 дан по стилю Kyokushin Budoka kani. В том же году перед первым чемпионатом мира IBK, Йон Блюминг торжественно объявил Астафьева Г.М. Сокэ Даи (наивысший духовный наследник) по развитию стиля Kyokushin Budokai kan с вручением сертификата.
В ноябре 2007 года на чемпионате IBK в Голландии Астафьев привез 2 участников.
Там же Блюминг познакомил Астафьева с дочерью Мас. Оямы Куристиной.
Блюминг не подготовил методологическую базу и тренерский персонал по правилам Будокай, и провел соревнования по правилам традиционного в это время Кекусинкай. По этой причине российские участники, подготовленные в школах Г.М. Астафьева к работе по правилам Будокай, были искусственно понижены в квалификации.
В 2008 году в результате интриг коллег по российской IBK был спровоцирован конфликт между Блюмингом и Астафьевым. В результате которого они обменялись личными обвинениями и Г. М. Астафьев был отстранен от работы во 2й организации IBK.
Но еще в 2005 году в г. Гааге Блюминг был исключен братьями Гордо из этой организации. Этот факт ставит под сомнение законность исключения Г. М. Астафьева из 2й организации IBK.

## после 2008 года
В 2008 году была создана в Новосибирске российско-японская организация Кёкусин Будокай.
В 2013 году мэром Новосибирска В.Ф. Городецким Г.М. Астафьев был награждён памятным знаком «За Труд на благо города».
В 2014 году Г.М. Астафьев был назначен руководителем новосибирского отделения Федерации Всестилевого Карате. 
В 2017 году Астафьев зарегистрировал организацию НОВОСИБИРСКАЯ РЕГИОНАЛЬНАЯ ФИЗКУЛЬТУРНО-СПОРТИВНАЯ ДЕТСКО-ЮНОШЕСКАЯ ОБЩЕСТВЕННАЯ ОРГАНИЗАЦИЯ «Федерация Объединённых Боевых Искусств Будокай».www.kyokushinbudokaikan.ru
В 2020 году Георгий Астафьев организовал Международную ассоциацию федераций Кекушин Будокай кан карате (IAKBK) с юридическим адресом в Новосибирске.
31 октября 2021 года на межрегиональной конференции Киокушин Будокай Георгию Астафьеву был единогласно присвоен 9 дан по стилю каратэ Киокушин Будокай кан VK.COM. 
В настоящее время Астафьев Г. М. занимается активной тренерской работой среди детей и взрослых, проводит регулярные тренировки, семинары, чемпионаты и сборы. 
16 ноября 2024 года Международная организация Киокушин Будокай (IKBO) в лице канчо Жерарда Гордо подтвердила 9 дан канчо Астафьеву Георгию Михайловичу!

## Ученики Г. М. Астафьева
Г. Москва 1979-82 — Подмарков Юрий черный пояс 1 дан, Николаев Андрей черный пояс 3 дан.
Г. Новосибирск — Бережнев Александр, Костылев Сергей, Зарубенников Олег.
Тренеры России и Европы: Максимов Константин черный пояс 7 дан, Молотов Владимир черный пояс 7 дан.
Ученики: чемпион мира Станислав Смеркалов, призер чемпионатов России Неустроев Алексей, чемпионы России среди юношей Прохоров Евгений, Остапенко Сергей.
А также ученики — участники боевых действий, успешно противостоящие голыми руками против вооружённых противников.